# Taekwondo ai XVII Giochi del Mediterraneo
I tornei di taekwondo ai XVII Giochi del Mediterraneo si sono svolti tra il 21 e il 23 giugno 2013 alla Edip Buran Sports Hall. È la prima volta che il taekwondo è incluso nel programma dei Giochi del Mediterraneo. Si è gareggiato in otto diverse categorie, di cui quattro maschili e quattro femminili.

## Calendario
Le gare seguiranno il seguente calendario:
| ● | Competizioni | ● | Finali |

| Giugno |    |    |    |    |    |    |    |    |    |    |    |    |
| 18     | 19 | 20 | 21 | 22 | 23 | 24 | 25 | 26 | 27 | 28 | 29 | 30 |
|        |    |    | ●  | ●  | ●  |    |    |    |    |    |    |    |

## Risultati

### Uomini
| Evento                  | Oro                    | Argento               | Bronzo                          |
| fino a 58 kg (dettagli) | Jose Luis Mendez       | Flavien Furet         | Marcello Porcaro Firat Pozan    |
| fino a 68 kg (dettagli) | Daniel Quesada Barrera | Claudio Treviso       | Servet Tazegül Alexandre Amghar |
| fino a 80 kg (dettagli) | Issam Chernoubi        | Oussama Oueslati      | Nicolás García Yunus Sarı       |
| oltre 80 kg (dettagli)  | Ali Sarı               | Alexandros Nikolaidis | Leonardo Basile Vanja Babić     |

### Donne
| Evento                  | Oro             | Argento           | Bronzo                         |
| fino a 49 kg (dettagli) | Nour Abdelsalam | Rukiye Yıldırım   | Kyriaki Kouttouki Ana Petrušič |
| fino a 57 kg (dettagli) | Eva Calvo       | Hatice İlgün      | Andrea Paoli Lamyaa Bekkali    |
| fino a 67 kg (dettagli) | Nur Tatar       | Hakima El Meslahy | Hedaya Wahba Haby Niare        |
| oltre 67 kg (dettagli)  | Maeva Meiller   | Milica Mandić     | Yaprak Eriş Rosana Simon Alamo |

## Medagliere
| Posizione | Paese    | Oro | Argento | Bronzo | Totale |
| --------- | -------- | --- | ------- | ------ | ------ |
| 1         | Spagna   | 3   | 0       | 2      | 5      |
| 2         | Turchia  | 2   | 2       | 4      | 8      |
| 3         | Francia  | 1   | 1       | 2      | 4      |
| 4         | Marocco  | 1   | 1       | 1      | 3      |
| 5         | Egitto   | 1   | 0       | 1      | 2      |
| 6         | Italia   | 0   | 1       | 2      | 3      |
| 7         | Serbia   | 0   | 1       | 1      | 2      |
| 8         | Grecia   | 0   | 1       | 0      | 1      |
| 8         | Tunisia  | 0   | 1       | 0      | 1      |
| 10        | Cipro    | 0   | 0       | 1      | 1      |
| 10        | Libano   | 0   | 0       | 1      | 1      |
| 10        | Slovenia | 0   | 0       | 1      | 1      |
| Totale    | Totale   | 8   | 8       | 16     | 32     |